# Geeveston
Geeveston är en ort i Australien. Den ligger i kommunen Huon Valley och delstaten Tasmanien, i den sydöstra delen av landet, omkring 45 kilometer sydväst om delstatshuvudstaden Hobart. Antalet invånare är 1 584.
Runt Geeveston är det mycket glesbefolkat, med 2 invånare per kvadratkilometer.. Närmaste större samhälle är Huonville, omkring 18 kilometer nordost om Geeveston. 
I omgivningarna runt Geeveston växer i huvudsak städsegrön lövskog. Genomsnittlig årsnederbörd är 1 496 millimeter. Den regnigaste månaden är juli, med i genomsnitt 181 mm nederbörd, och den torraste är februari, med 68 mm nederbörd.